# Cykas Rumpfův
Cykas Rumpfův (Cycas rumphii) je rostlina z čeledi cykasovitých (Cycadaceae) ve třídě cykasy (Cycadopsida). Je pojmenován po nizozemském botanikovi Georgovi Eberhardovi Rumpfovi.

## Popis
Jedná se o velký cykas dorůstající až 10 m výšky. Vzhledově je velmi podobný druhu Cycas circinalis od kterého se odlišuje semeny s plovací vrstvou, která jim umožňuje přežít přemísťování v mořské vodě. Cycas circinalis je vnitrozemská rostlina, jeho semena neplavou a ve sbírkách je méně častý.

## Rozšíření
Cykas Rumpfův roste na Fidži a Indonésii (Irian Jaya, Jawa, Maluku, Sulawesi).

## Cykas Rumpfův v Česku
Jeden z nejčastějších cykasů v českých sbírkách (Botanická zahrada Liberec, Teplice, Fata Morgana), je občas dostupný i v maloobchodním prodeji. V Itálii je běžně v prodeji i v pouličních stáncích s květinami.

## Ochrana
Jedná se o chráněnou rostlinu jejíž přežití je v přírodě ohroženo. Druh Cycas rumphii je zapsán na seznamu CITES II, který kontroluje obchod s ohroženými druhy.

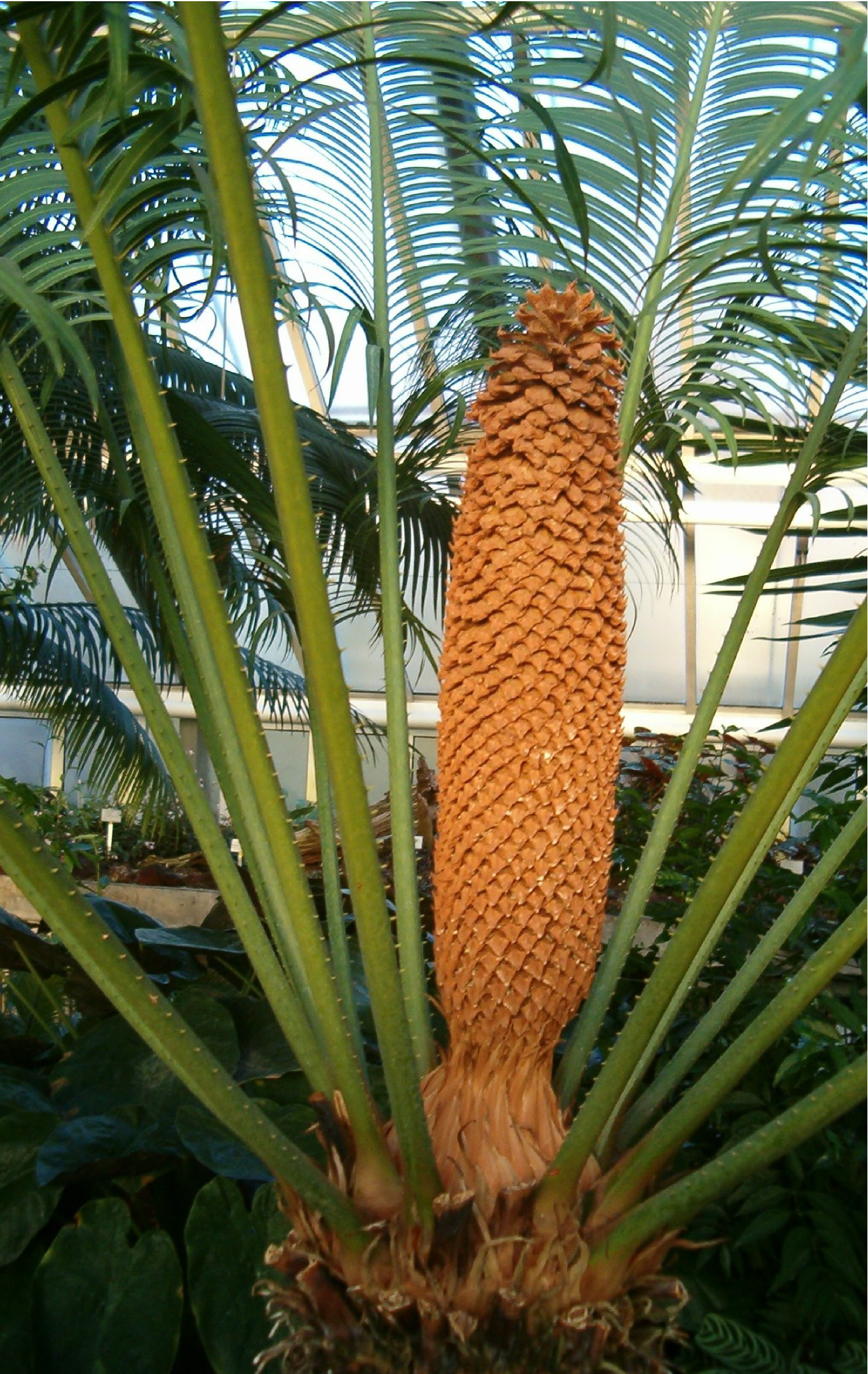
Samec: šiška
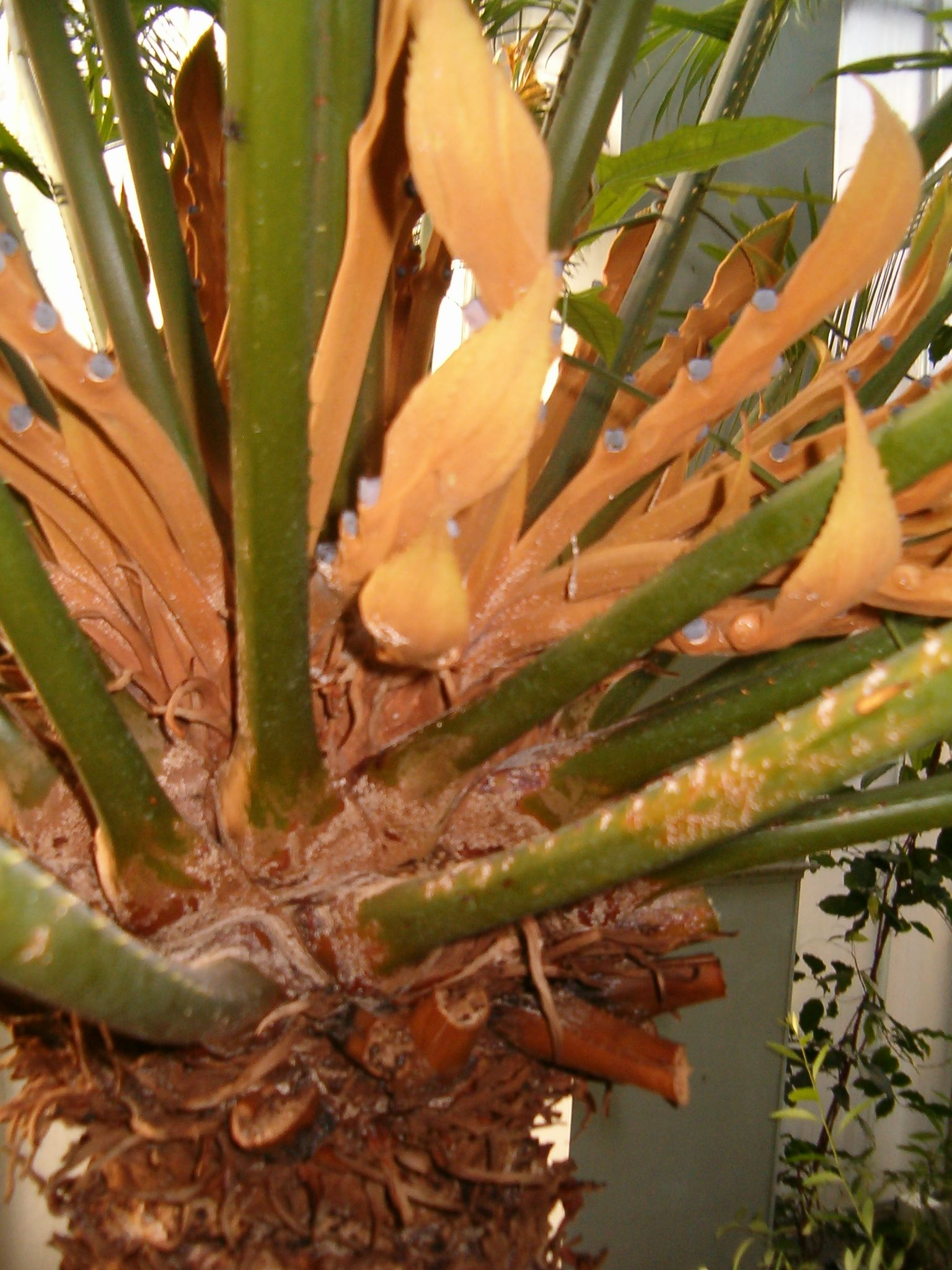
Samice: volné megasporofyly
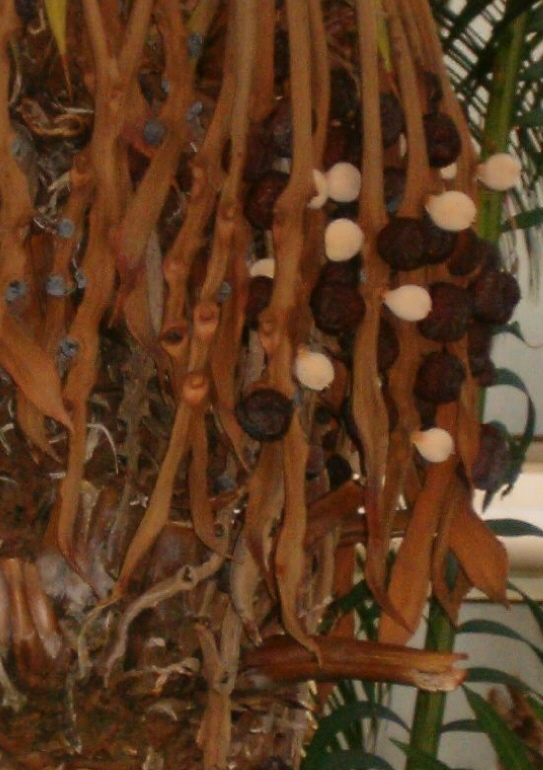
Samice: megasporofyly se semeny